# Nati nel 1552
| Questa pagina contiene informazioni ricavate automaticamente dalle voci biografiche con l'ausilio del template Bio e di un bot. L'aggiornamento è periodico e automatico e ricostruisce completamente la pagina. Se manca una persona in questa lista, sei pregato di non aggiungerla, ma accertati piuttosto che la sua voce biografica contenga il template Bio e che i dati anagrafici siano correttamente compilati. Se il template Bio manca, inseriscilo tu stesso o, in alternativa, metti l'avviso {{tmp\|Bio}} che ne segnala la mancanza. Se i dati riportati sono sbagliati, correggi direttamente la voce biografica; le modifiche saranno visibili in questa lista entro pochi giorni. Per chiarimenti vedi il progetto biografie. La lista contiene solo le 83 persone che sono citate nell'enciclopedia e per le quali è stato implementato correttamente il template Bio. Pagina aggiornata al 2 giu 2025. |

## Gennaio(1)
- 14 gennaio - Alberico Gentili, giurista italiano († 1608)

## Febbraio(7)
- 1º febbraio - Edward Coke, politico e giurista inglese († 1634)
- 7 febbraio - Ottaviano Bon, ambasciatore italiano († 1623)
- 8 febbraio - Théodore Agrippa d'Aubigné, scrittore e poeta francese († 1630)
- 19 febbraio - Melchior Khlesl, cardinale e vescovo cattolico austriaco († 1630)
- 20 febbraio - Sengoku Hidehisa, militare giapponese († 1614)
- 25 febbraio - Maddalena di Lippe, nobildonna tedesca († 1587)
- 28 febbraio - Joost Bürgi, astronomo e matematico svizzero († 1632)

## Marzo(3)
- 1º marzo - Anna di Jülich-Kleve-Berg, principessa († 1632)
- 2 marzo - Pompeo Arrigoni, cardinale e arcivescovo cattolico italiano († 1616)
- 22 marzo - Eleonora di Württemberg, nobile tedesca († 1618)

## Aprile(1)
- 15 aprile - Pietro Antonio Cataldi, matematico italiano († 1626)

## Giugno(2)
- 18 giugno - Gabriello Chiabrera, poeta e drammaturgo italiano († 1638)
- 29 giugno - Elizabeth Spencer, baronessa Hunsdon, nobildonna e poetessa inglese († 1618)

## Luglio(6)
- 4 luglio - Massimiliana Maria di Wittelsbach, nobile tedesca († 1614)
- 11 luglio - Ottavio Paravicini, cardinale e vescovo cattolico italiano († 1611)
- 11 luglio - Flaminio Piatti, cardinale italiano († 1613)
- 15 luglio - Giovanni da San Guglielmo, religioso e presbitero italiano († 1621)
- 18 luglio - Rodolfo II d'Asburgo, imperatore († 1612)
- 18 luglio - Caterina Maria di Guisa, nobile francese († 1596)

## Agosto(4)
- 1º agosto - Isabella della Rovere, principessa italiana († 1619)
- 2 agosto - Boris Fëdorovič Godunov, sovrano russo († 1605)
- 14 agosto - Paolo Sarpi, teologo, storico e scienziato italiano († 1623)
- 24 agosto - Lavinia Fontana, pittrice italiana († 1614)

## Settembre(8)
- 10 settembre - Miklós Pálffy, militare ungherese († 1600)
- 12 settembre - André Schott, gesuita, umanista e teologo fiammingo († 1629)
- 17 settembre - Papa Paolo V, papa, vescovo cattolico e cardinale italiano († 1621)
- 20 settembre - Diane de Dommartin, nobile francese († 1625)
- 21 settembre - Barbara Longhi, pittrice italiana († 1638)
- 22 settembre - Basilio IV di Moscovia, sovrano russo († 1612)
- 25 settembre - Vespasiano Genuino, scultore e monaco cristiano italiano († 1637)
- 27 settembre - Flaminio Scala, attore teatrale e comico italiano († 1624)

## Ottobre(4)
- 6 ottobre - Matteo Ricci, gesuita, matematico e cartografo italiano († 1610)
- 11 ottobre - Dmitrij Ivanovič di Russia, russo († 1553)
- 18 ottobre - Elisabetta di Sassonia, principessa sassone († 1590)
- 28 ottobre - Simón de Rojas, presbitero spagnolo († 1624)

## Novembre(2)
- 1º novembre - Flaminio Delfini, militare italiano († 1605)
- 20 novembre - Gilbert Talbot, VII conte di Shrewsbury, nobile inglese († 1616)

## Dicembre(6)
- 9 dicembre - Alderano Cybo-Malaspina, nobile italiano († 1606)
- 11 dicembre - Domenico Bollani, vescovo cattolico italiano († 1613)
- 19 dicembre - Arcangelo Giani, presbitero e teologo italiano († 1623)
- 27 dicembre - William Cavendish, I conte di Devonshire, nobile e politico inglese († 1626)
- 29 dicembre - Enrico I di Borbone-Condé, principe († 1588)
- 31 dicembre - Simon Forman, astrologo inglese († 1611)

## Senza giorno specificato(39)
- Hans von Aachen, pittore tedesco († 1615)
- Philippus Bach, musicista tedesco
- Girolamo Belli, compositore italiano
- Paolo Beni, filologo, letterato e gesuita italiano († 1625)
- Jean Bertaut, poeta francese († 1611)
- Francesco Bonciani, letterato e arcivescovo cattolico italiano († 1619)
- Carlo Broglia, arcivescovo cattolico italiano († 1617)
- Ambrogio Buonvicino, scultore italiano († 1622)
- Camillo Caetani, patriarca cattolico, diplomatico e nobile italiano († 1602)
- Philippe de Carteret I, nobile britannico († 1594)
- Alessandro Casolani, pittore italiano († 1607)
- Sigismondo Donati, vescovo cattolico e diplomatico italiano († 1641)
- Raffaele Fagnani, giurista e letterato italiano († 1623)
- Giovanni Florio, umanista inglese († 1625)
- Giulio Cesare Gonzaga di Bozzolo, nobile italiano († 1609)
- Guido Sforza Gonzaga, nobile e condottiero italiano († 1607)
- Jean Hotman, diplomatico francese († 1636)
- Girolamo Incontri, vescovo cattolico italiano († 1615)
- Orazio Lamberti, pittore italiano († 1612)
- Luigi Lollino, vescovo cattolico e letterato italiano († 1625)
- Nihonmatsu Yoshitsugu, militare giapponese († 1586)
- Leonardo Orlandini, storico, poeta e religioso italiano († 1618)
- Juan de Oñate, esploratore spagnolo († 1626)
- Filippo Paruta, numismatico, archeologo e storiografo italiano († 1629)
- Phothisarat II, sovrano laotiano († 1627)
- Petrus Plancius, astronomo e cartografo fiammingo († 1622)
- Regina Protmann, religiosa tedesca († 1613)
- Salvatore Ravecca, idrologo italiano († 1612)
- Johann Salmuth, teologo e predicatore tedesco († 1622)
- Marfa Vasil'evna Sobakina, russa († 1571)
- John Speed, cartografo e storico inglese († 1629)
- Edward Stafford, politico e diplomatico inglese († 1605)
- Dom Justo Takayama, samurai giapponese († 1615)
- Uesugi Kagetora, militare giapponese († 1579)
- Usimbardo Usimbardi, religioso e vescovo cattolico italiano († 1612)
- Paolo Virchi, compositore e musicista italiano († 1610)
- Alfonso Visconti, cardinale e vescovo cattolico italiano († 1608)
- Flora Zuzzeri, poetessa dalmata († 1648)
- Louis de Montesinos, religioso e teologo spagnolo († 1620)